# Aacocrinus
Aacocrinus là một chi huệ biển đã tuyệt chủng thuộc họ Actinocrinitidae (hoặc Patelliocrinidae).
Chi này hiện chứa 14 loài sau:
- Aacocrinus acylus (Webster & Jell 1999)[4][5]
- Aacocrinus algeriaensis (Webster, Maples, Sevastopulo, Frest & Waters 2004)[6][7]
- Aacocrinus boonensis [8]
- Aacocrinus chouteauensis[9]
- Aacocrinus enigmaticus (Webster & Lane 1987)[10]
- Aacocrinus milleri[11]
- Aacocrinus nododorsatus (Bowsher 1955)[12][13]
- Aacocrinus protuberoarmatus (Missouri)[14]
- Aacocrinus sampsoni[15]
- Aacocrinus senectus[16]
- Aacocrinus spinosulus[17]
- Aacocrinus spinulosus[18]
- Aacocrinus tetradactylus (Missouri)[19]
- Aacocrinus triarmatus[20]